# Diamanti celebri

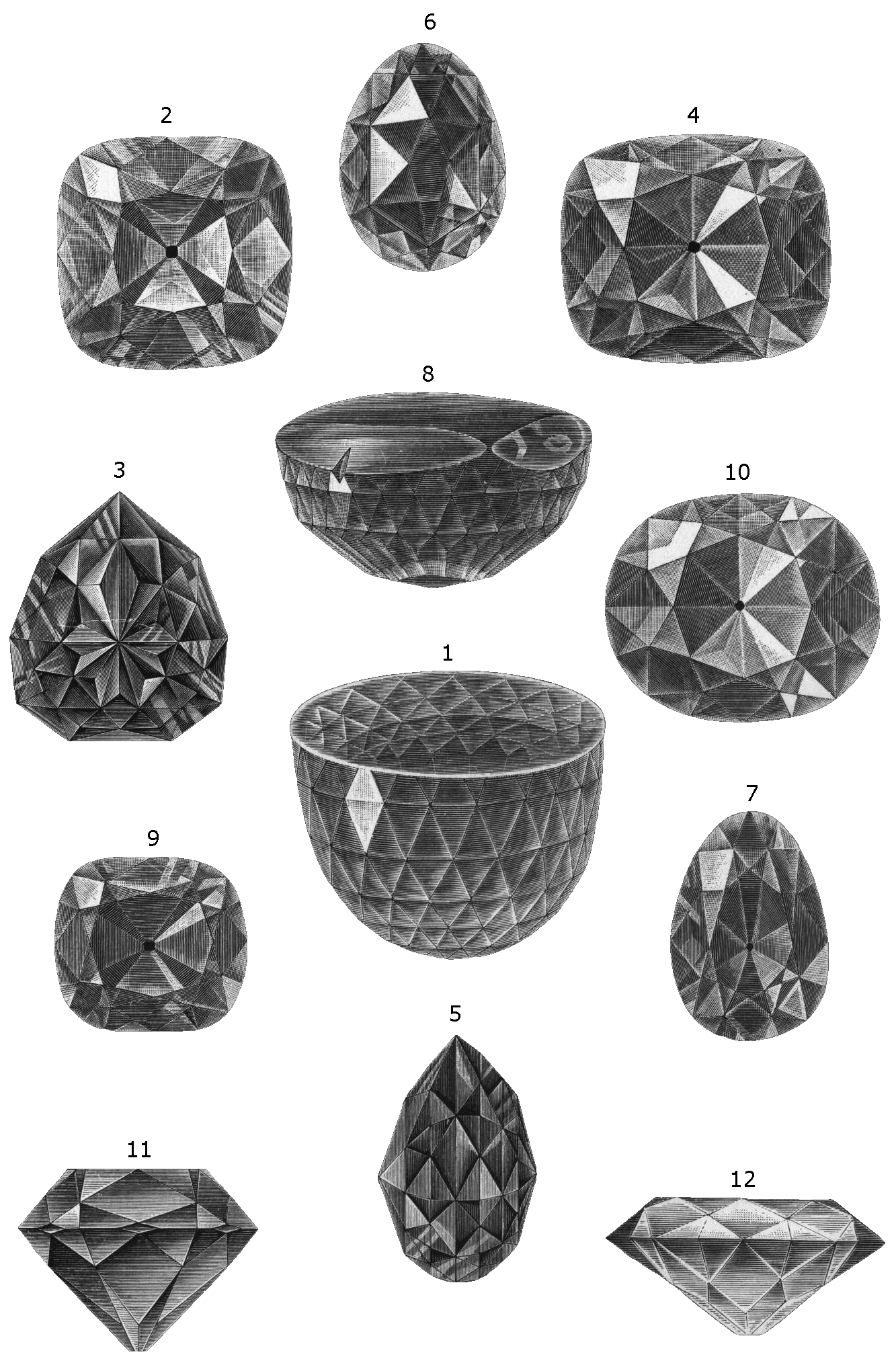
Alcuni tra i diamanti più famosi:
1. Gran Mogol
2. Reggente (visto dall'alto)
3. Fiorentino (visto di lato)
4. Stella del Sud (vista dall'alto)
5. Fiorentino (visto di lato)
6. Sancy
7. Verde di Dresda
8. Koh-i-noor (taglio antico)
9. Hope
10. Koh-i-noor (nuovo taglio)
11. Reggente (visto di lato)
12. Stella del Sud (vista di lato)

Alcuni diamanti celebri devono la fama alla notevole grandezza, alle colorazioni particolari o alla loro storia a volte leggendaria, legata ai personaggi storici che li hanno posseduti e indossati nel corso dei tempi.
Il valore di un diamante dipende dalla caratura, cioè dal peso e quindi dalla grandezza, dalla colorazione (i colori rosso, rosa e blu sono particolarmente rari) e dall'essere appartenuto a regnanti, personaggi storici o altre personalità. Alcuni diamanti celebri, tra cui il Fiorentino, risultano scomparsi, ma non è escluso che il loro attuale proprietario voglia mantenere l'anonimato.

## Lista di diamanti celebri
- Si ricorda che nei diamanti il carato è una misura di peso (un carato equivale a 0,2 grammi);
- Le colonne con i pulsanti triangolari a fianco del titolo possono essere ordinate (in senso ascendente o discendente).

| Nome                                 | Carati | Origine                  | Caratteristiche | Taglio      | Colore          |
| ------------------------------------ | ------ | ------------------------ | --- | ----------- | --------------- |
| Golden Jubilee                       | 545,67 | Sudafrica                | è il più grande diamante tagliato al mondo; appartiene dal 1997 ai gioielli reali della Thailandia | a rosa      | giallo dorato   |
| Cullinan I                           | 530,20 | Sudafrica                | è chiamato anche "Stella d'Africa"; fa parte dei Gioielli della corona britannica, ed è incastonato sullo scettro reale | a goccia    | incolore        |
| Incomparable                         | 407,78 | Congo (Kinshasa)         | fu trovato da una bambina nella discarica di una miniera; acquistato e tagliato dalla De Beers, poi venduto a un acquirente anonimo | a triolette | giallo ambrato  |
| Cullinan II                          | 317,40 | Sudafrica                | appartiene ai gioielli della corona britannica, incastonato sulla corona imperiale |             |                 |
| Centenario                           | 273,85 | Sudafrica                | così chiamato per celebrare il centenario della De Beers; tra le gemme più grandi è quello con il grado di purezza maggiore; appartiene a una collezione privata                                                                                      | a cuore     | incolore        |
| Gran Mogol                           | 265,00 | India                    | celebre diamante indiano, prende nome dai Mogol, antichi sovrani dell'India; risulta scomparso | a calotta   | blu chiaro      |
| De Beers                             | 234,65 | Sudafrica                | scoperto dai fratelli De Beer, appartenne fino al 1947 al maharajah di Patiala; dato per scomparso, nel 1982 fu venduto all'asta a un acquirente rimasto anonimo                                                                                      | a cuscino   | giallo pallido  |
| Millennium Star                      | 203,04 | Congo (Kinshasa)         | tagliato a goccia con la parte superiore appuntita, nel 2000 è stato esposto nel Millennium Dome di Londra; appartiene alla DeBeers | a goccia    | incolore        |
| Orlov                                | 189,62 | India                    | si trova al Cremlino a Mosca; è incastonato sullo scettro degli Zar |             | incolore        |
| Darya-ye Noor                        | 182    | Golconda, India          | appartenuto ai sovrani della Persia fino al 1979, è ora conservato a Teheran dalla Banca centrale dell'Iran | tabulato    | rosa chiaro     |
| Reggente                             | 140,64 | Golconda, India          | acquistato e tagliato dagli inglesi, fu venduto al reggente di Francia Filippo II di Borbone-Orléans; fece parte dei gioielli della corona di Francia; oggi si trova al Louvre                                                                        | a brillante | azzurro chiaro  |
| Fiorentino                           | 137,27 | India                    | noto anche con il nome "Granduca di Toscana", è un diamante leggendario, posseduto da numerosi personaggi storici; risulta scomparso | a goccia    | giallo pallido  |
| Regina d'Olanda                      | 135,92 | Sudafrica                | prende nome dalla regina Guglielmina d'Olanda; appartenuto al maharaja di Nawanagar e poi a Cartier, ora è esposto in un museo privato di Beirut | a cuscino   | incolore        |
| Tiffany Giallo                       | 128,54 | Sudafrica                | indossato da Audrey Hepburn per la presentazione del film Colazione da Tiffany; appartiene alla Tiffany & Co. | a cuscino   | giallo          |
| Stella del Sud                       | 128,48 | Brasile                  | trovato da una giovane schiava brasiliana lungo un fiume; appartiene attualmente alla gioielleria Cartier | a cuscino   | incolore        |
| Koh-i-Noor                           | 105,60 | Golconda, India          | Gioielli della corona britannica, Londra, Regno Unito; incastonato su una delle corone reali |             | incolore        |
| Allnatt                              | 101,91 | Sudafrica                | prende il nome da Ernest Alfred Allnatt, maggiore dell'esercito britannico e finanziere, che lo acquistò negli anni '50; dal 1996 appartiene alla "SIBA Corporation" di New York                                                                      | a cuscino   | giallo intenso  |
| The Flame                            | 100,00 | Angola                   | appartiene al gioielliere londinese Laurence Graff | a briolette | giallo ambrato  |
| Cullinan III                         | 94,40  | Sudafrica                | appartiene ai Gioielli della corona britannica ed è conservato nella Torre di Londra |             | incolore        |
| Briolette dell'India                 | 90,38  | India                    | è uno dei antichi diamanti conosciuti (appartenne alla regina Eleonora d'Aquitania); considerato scomparso per diversi secoli, nel 1950 venne venduto da un Maharajah a un gioielliere di New York; dal 1970 appartiene a un'anonima famiglia europea | a briolette | incolore        |
| Diamante del fabbricante di cucchiai | 86,00  | India                    | il suo nome deriva dalla leggenda che circola sul suo ritrovamento ossia che fu trovato in una discarica e barattato con tre cucchiai di legno; è conservato nel Museo Topkapi di Istanbul                                                            | a goccia    | incolore        |
| Arciduca Giuseppe                    | 76,45  | India                    | appartenne all'arciduca Giuseppe Augusto d'Austria; dal 1993 appartiene alla gioielleria Molina di Phoenix in Arizona | a cuscino   | incolore        |
| Taylor-Burton                        | 68,0   | Sudafrica                | fu donato da Richard Burton a sua moglie Elizabeth Taylor; appartiene oggi al libanese Robert Mouwad, ed è conservato a Beirut in un museo privato | a goccia    | incolore        |
| Orlov nero                           | 67,50  | non nota                 | detto anche "occhio di Brahma"; secondo una leggenda i suoi proprietari sarebbero stati colpiti da una maledizione; posseduto da Cartier, appartiene ora al gioielliere statunitense Dennis Petimezas                                                 | a cuscino   | nero opaco      |
| Cullinan IV                          | 63,60  | Sudafrica                | appartiene ai Gioielli della corona britannica ed è conservato nella Torre di Londra |             | incolore        |
| Steinmetz rosa                       | 59,60  | Sudafrica                | appartiene allo "Steinmetz Diamond Group", con sede a Ginevra; il suo valore è stimato dagli esperti in circa 100 milioni di dollari | ovale misto | rosa intenso    |
| Sancy                                | 55,23  | India                    | si trova al Museo del Louvre a Parigi | a scudo     | giallo pallido  |
| Stella del Sudafrica                 | 47,69  | Sudafrica                | fu trovato nel 1869 da un giovane pastore sulle sponde del fiume Vaal | a goccia    | incolore        |
| Hope                                 | 45,52  | Golconda, India          | ottenuto dalla riduzione del diamante Tavernier (o "Blu di Francia"), si dice porti sfortuna ai suoi possessori; si trova allo Smithsonian Institute di Washington                                                                                    |             | blu             |
| Verde di Dresda                      | 40,72  | India                    | è il diamante verde più grande al mondo; posseduto dal re Augusto III di Polonia e poi dai re di Sassonia, ora si trova a Dresda | a briolette | verde           |
| Beau Sancy                           | 34,98  | India                    | ornò la corona di Maria de' Medici nel giorno dell'incoronazione a regina consorte del re Enrico IV di Francia | a goccia    | incolore        |
| Wittelsbach-Graff                    | 31,06  | Golconda, India          | appartenne dal 1710 alla Casa d'Asburgo e poi al Regno di Baviera; nel 2008 fu acquistato dal gioielliere Laurence Graff per 21 milioni di euro (un record per allora)                                                                                | a goccia    | blu intenso     |
| Graff Pink                           | 24,78  | non nota                 | di origine ignota, negli anni '50 un gioielliere di New York lo vendette a un privato; nel 2010 il gioielliere Laurence Graff lo acquistò per la cifra record di 46 milioni di USD                                                                    | a smeraldo  | rosa intenso    |
| Hortensia                            | 21,32  | India                    | prende nome di Hortensia de Beauharnais, figlia adottiva di Napoleone; appartenuta a Luigi XIV; celebre per il rarissimo colore rosa pesca, è conservato al Louvre                                                                                    | a brillante | rosa pesca      |
| Condé                                | 9,01   | India                    | detto anche "Grand Condé", prende il nome da Luigi II di Borbone-Condé; appartenuto ai re di Francia, si trova oggi al Museo Condé di Chantilly | a goccia    | rosa            |
| Pumpkin                              | 5,54   | Repubblica Centrafricana | il nome deriva dalla forma e colore simili a una zucca (pumpkin in inglese); tagliato dalla De Beers, appartiene a una collezione privata | a cuscino   | arancio intenso |
| Moussaieff Rosso                     | 5,11   | Brasile                  | è il più grande diamante rosso tagliato che si conosca; appartiene a una collezione privata | a brillante | rosso intenso   |

## Galleria d'immagini

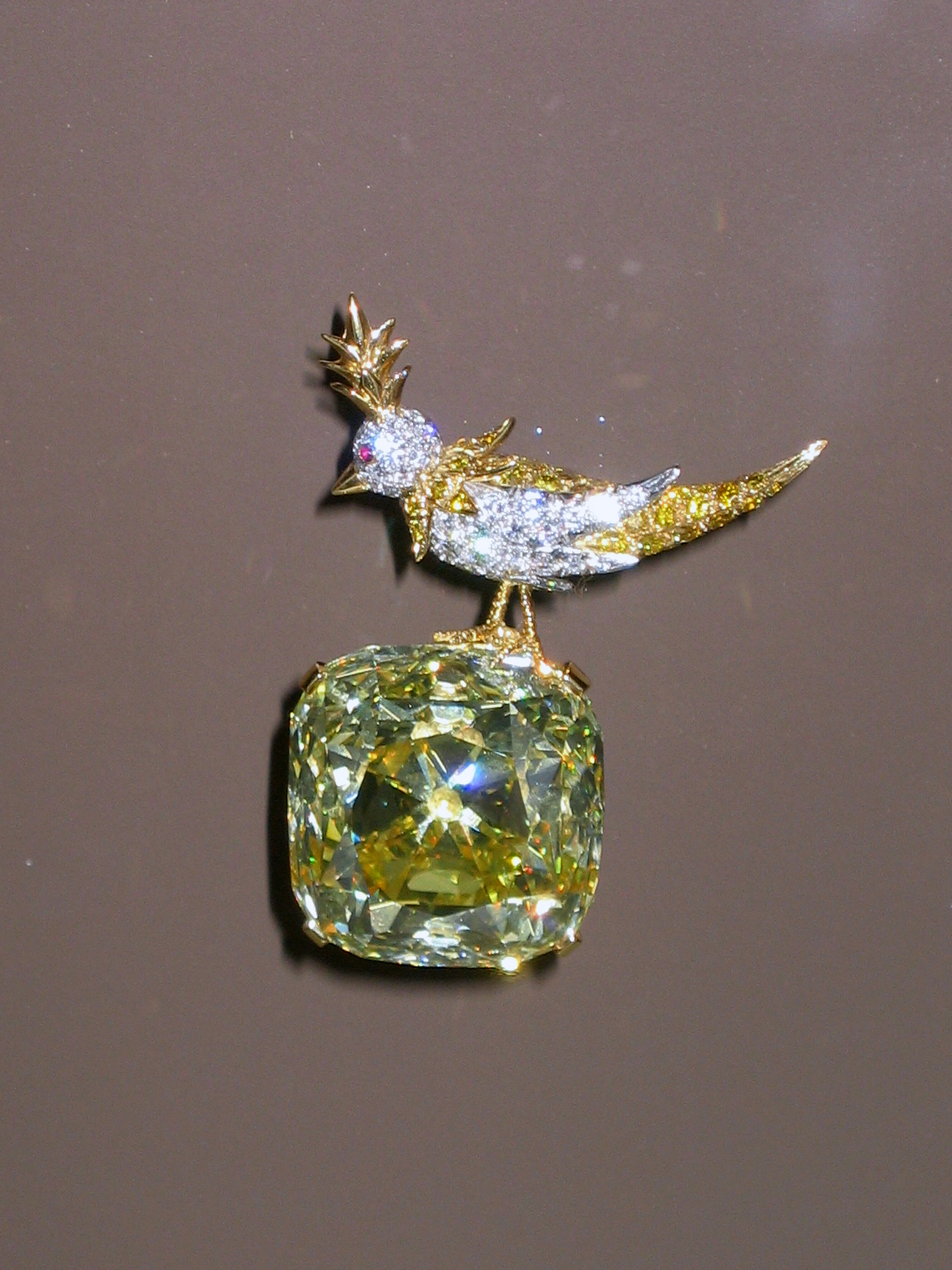
Tiffany Giallo
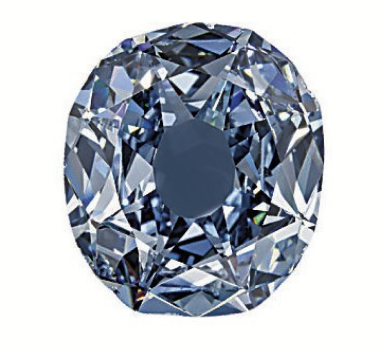
Wittelsbach-Graff